# Kjell Espmark
Kjell Erik Espmark, född 19 februari 1930 i Ströms församling i Jämtlands län, död 18 september 2022 i Oscars distrikt i Stockholm, var en svensk poet och romanförfattare. Han var professor i litteraturvetenskap vid Stockholms universitet 1978–1995. Han invaldes i Svenska Akademien 1981.

## Biografi
Kjell Espmark föddes i Strömsund i Jämtland. När han var i fyraårsåldern skilde sig hans föräldrar och han flyttade med sin mor och yngre bror till Stockholm. Han gick folkskola på Hedvig Eleonora skola och senare läroverket Östra Real. Han studerade litteraturhistoria vid Stockholms högskola och blev filosofie licentiat 1959. 1978 blev han professor vid Stockholms universitet. Han invaldes i Svenska Akademien 5 mars 1981 som efterträdare till språkforskaren Elias Wessén på stol nr 16, och tog sitt inträde 20 december samma år. Han var ledamot av akademiens nobelkommitté och i sjutton år dess ordförande. Den 6 april 2018 meddelade han att han på grund av kontroversen i akademien inte längre kommer att deltaga i Akademiens arbete, men den 10 januari 2019 meddelade han att han skulle återvända och fortsätta delta i Akademiens arbete.

## Författarskap
Kjell Espmarks skönlitterära författarskap, vilket inleddes 1956, omfattar ett stort antal diktsamlingar, romaner och essäistiska arbeten. Han har även skrivit monografier om Harry Martinson och Tomas Tranströmer, en doktorsavhandling om Artur Lundkvists diktning samt en omfattande historik om Nobelpriset i litteratur.
Espmark debuterade som poet 1956 med diktsamlingen Mordet på Benjamin som visade inflytande från en av hans främsta förebilder T.S. Eliot. Hans poesi är ett slags lyriskt berättande, ofta i jag-form. Espmark fick ett mindre genombrott med diktsamlingen Mikrokosmos (1961), men 1960-talet ägnades främst åt litteraturforskning med uppmärksammade studier om Artur Lundkvists och Harry Martinsons tidiga författarskap.
Från 1970-talet fick Espmarks författarskap en mer social och politisk inriktning, med bland annat den samhällskritiska lyriska trilogin Sent i Sverige. Den följdes av två litteraturvetenskapliga verk, Att översätta själen (1975) och Själen i bild (1977), där den förra är en studie om den internationella lyriska modernismen och den senare om den svenska.
Espmarks litteraturforskning tog på 1980-talet en ny inriktning då han influerades av  hermeneutik. Vid denna tid skrev han bland annat en tematiskt inriktad studie om Tomas Tranströmers diktning, Resans formler (1983), och använde sig av ett intertextuellt perspektiv i essäsamlingen Dialoger (1985).
Mot slutet av 1980-talet började han att ge ut romaner. I den uppmärksammade romansviten Glömskans tid 1987–1997 skildrar han i sju korta romaner människor från olika samhällsklasser. Den har beskrivits som "En romansvit tecknad i mörkast tänkbara färger och utan motsvarighet i vår tid".
Espmark var mycket produktiv under sitt senare författarskap och gav ut en lång rad diktsamlingar och prosaböcker. Bland andra den satiriska Voltaires resa (2000), diktsamlingen De levande har inga gravar (2002), biografin Harry Martinson – mästaren (2005), novellsamlingen Motvilliga historier (2006) och essäsamlingen Albatrossen på däcket (2008). Han ansåg själv att han skrivit sina bästa verk efter 70 års ålder.
Vintergata (2007) ses som en höjdpunkt i hans lyriska författarskap. 2010 utgavs Det enda nödvändiga. Dikter 1956–2009. Samma år kom även memoarboken Minnena ljuger.
Han skrev även dramatik som gavs ut i boken Marx i London och andra pjäser (2011). 2018 utkom Martin Lamms ögonblick, ett porträtt av litteraturforskaren Martin Lamm.

## Familj
Kjell Espmarks föräldrar var tandläkare, och fadern Erik Espmark härstammade från byn Äspnäs. Modern hette Margit Christensson.
Han var från 1959 till hustruns död gift med Anna Espmark, född Sjögren (1938–2000), dotter till försäkringstjänstemannen Alf Sjögren och Kerstin Osborne. Från 2009 var han gift med Monica Lauritzen (född 1938). Han är far till advokaten Catharina Espmark (född 1965) och formgivaren Erik Espmark (född 1968) i första äktenskapet.

## Priser och utmärkelser
- 1959 – Boklotteriets stipendiat
- 1972 – Warburgska priset
- 1974 – Övralidspriset
- 1975 – Svenska Dagbladets litteraturpris för Det obevekliga paradiset 1–25
- 1976 – Carl Emil Englund-priset
- 1978 – Gun och Olof Engqvists stipendium
- 1979 – Esseltes litteraturpris
- 1980 – Schückska priset
- 1985 – Bellmanpriset
- 1987 – Östersunds-Postens litteraturpris
- 1998 – Kellgrenpriset
- 2000 – De Nios Stora Pris
- 2010 – Tranströmerpriset
- 2014 – Ferlinpriset
- 2018 – Sorescupriset[19]